# Rudi Widodo
Rudi Widodo là một cầu thủ bóng đá người Indonesia hiện tại thi đấu cho Persija Jakarta ở Liga 1.

## Danh hiệu

### Danh hiệu quốc gia
Indonesia
- Indonesian Independence Cup (1): 2008

### Câu lạc bộ
Persija Jakarta
- Champion ở giải đấu trước mùa giải, Indonesia President’s Cup 2018.